# Glenn Hysén
Glenn Hysén, né le 30 octobre 1959 à Göteborg (Suède), est un footballeur suédois, qui évoluait au poste de défenseur au Liverpool FC et en équipe de Suède.
Hysén a marqué neufs buts lors de ses soixante-neuf sélections avec l'équipe de Suède entre 1981 et 1990. 

## Carrière
- 1977-1978 : IF Warta  Suède
- 1978-1983 : IFK Göteborg  Suède
- 1983-1985 : PSV Eindhoven  Pays-Bas
- 1985-1987 : IFK Göteborg  Suède
- 1987-1989 : AC Fiorentina  Italie
- 1989-1992 : Liverpool  Angleterre
- 1992-1993 : GAIS  Suède

## Palmarès

### En équipe nationale
- 68 sélections et 7 buts avec l'équipe de Suède entre 1981 et 1990.

### Avec l'IFK Göteborg
- Vainqueur de la Coupe UEFA en 1982 et 1987.
- Vainqueur du Championnat de Suède de football en 1982, 1983 et 1987.
- Vainqueur de la Coupe de Suède de football en 1982 et 1983.

### Avec le Liverpool FC
- Vainqueur du Championnat d'Angleterre de football en 1990.
- Vainqueur du Community Shield en 1989 et 1990.